# 箱屋

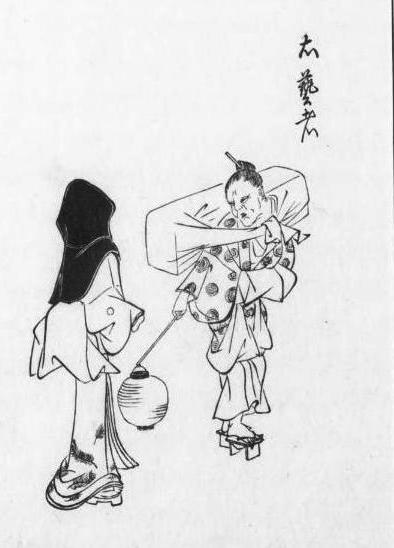
芸者のともをする箱屋。江戸職人歌合. 石原正明著 (片野東四郎, 1900)

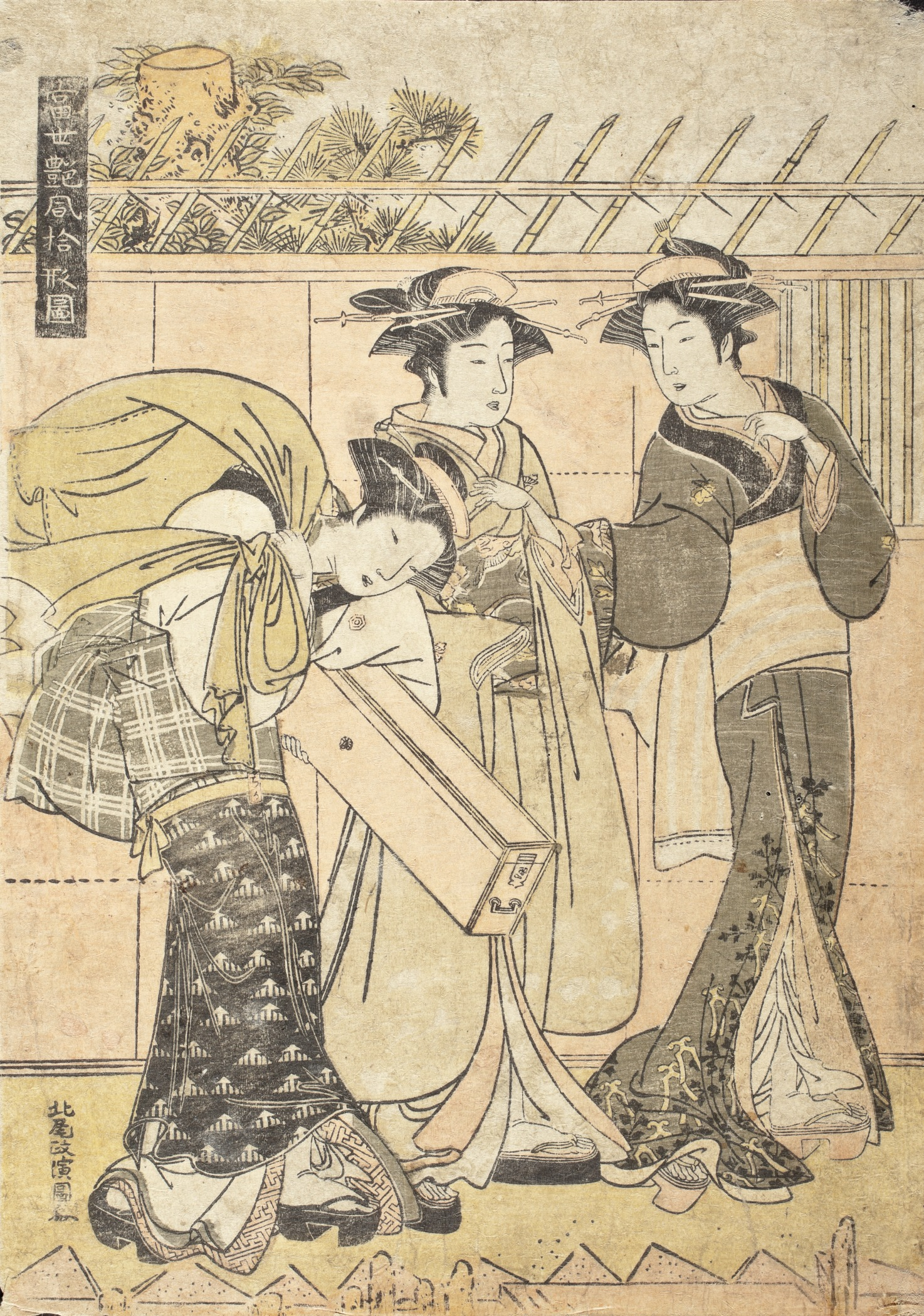
『当世艶風拾形図』より。左手に遊女の三味線箱を運ぶ回し女（軽子とも）

箱屋（はこや）は、箱の製造業者を指す場合と、箱に入れた三味線を持ち、芸者の共をする者を指す場合とがある。

## 花柳界における箱屋
芸妓の三味線を箱に納め、萌黄色の風呂敷を肩にし、見番と書かれた弓張り提灯を持ち、座敷に向かう芸妓に同行する付き人のような存在で、道中の芸妓の警備も兼ねていた。『江戸職人づくし』には、突込髪にした老女が三味線箱を背負い、前帯に裾をはしょって、素足に下駄で、小丸提灯をぶら下げて芸妓を先導する姿が描かれており、これが箱屋の始まりとされ、その後これを生業とする者が現れ、箱屋と呼ばれるようになった。
箱屋には、海千山千の中年男性や花柳界に出入りする浪人などが就いた。女に付き従う仕事ゆえ、まともな男の仕事とは思われておらず、失敗をやらかして解雇された商人の手代とか、美声を褒められその気になってしまった職人とか、身を持ち崩した訳ありの人物が多かった。留学を終えて帰国したころの高橋是清も、一時身を持ち崩して日本橋の芸者置屋の居候になり、箱屋をやっていた時期があった。奈良原繁も一時身を窶して、京都で箱屋をしていた。
箱屋には、揚箱と内箱の二種類があった。揚箱は見番に詰めて、料理屋や待合からの注文を受けて芸者のスケジュールを確認して手配し、芸者を迎えに行って座敷に送り届けるといった作業をする者を指し、芸妓の玉（料金）の一部を収入として歩合制で得ていた。内箱は芸者側に所属して芸者の送迎や身の回りの世話をする者を指し、元芸者だった女性が多かった。内箱の女性の中には、雇い主や出先の男主人を丸め込んで自らが芸妓屋の女将となるような者もいた。箱屋同士が夫婦となって、その人脈と経験を生かして芸妓屋を営む者もいた。